# ベンヤミン・ベッカー
ベンヤミン・ベッカー（Benjamin Becker、1981年6月16日 - ）は、ドイツ・ザールラント州メルツィヒ出身の男子プロテニス選手。右利き、バックハンド・ストロークは両手打ち。
自己最高ランキングはシングルス35位、ダブルス58位。ATPツアーでシングルス1勝を挙げた。
強力なサービスを最大の武器にして、2006年全米オープン3回戦でアンドレ・アガシを破り、「アガシの現役最後の対戦相手」としてよく知られる。
彼の名前は、ドイツの往年の名選手ボリス・ベッカーとイニシャルが同じであることから「もう1人のB・ベッカー」と呼ばれることがある。

## 来歴
ベッカーは7歳からテニスを始め、2001年から2005年までアメリカ合衆国テキサス州にあるベイラー大学のテニスチームに所属した。その間、2004年にNCAAのシングルス戦に優勝し、全米大学チャンピオンとなる。大学卒業後の2005年、ベッカーは24歳という遅い年齢でプロ入りした。
2006年ウィンブルドン選手権で、ベッカーは初めて4大大会の予選会を通過した。初めての本戦では1回戦でフアン・イグナシオ・チェラを破った後、2回戦でフェルナンド・ベルダスコに破れた。同年の全米オープンでは、1回戦でフィリッポ・ボランドリを、2回戦でセバスチャン・グロジャンを破って勝ち進む。3回戦の対戦相手は、この大会が現役最後であると表明していたアンドレ・アガシに決まった。アガシは1986年から21年連続で全米オープンに連続出場を続け、1999年に男子テニス史上5人目のキャリア・グランドスラムを達成した名選手である。当時まだ無名選手だったベッカーは、アガシに7-5, 6-7, 6-4, 7-5で勝利を収めた。その後4回戦でアンディ・ロディックに敗退した。全米オープンの1ヶ月後、ベッカーはジャパン・オープン・テニス選手権で初来日し、ロジャー・フェデラーとの準決勝まで勝ち進んだ。これらの活躍により、ベッカーのランキングは2006年初頭の421位から、11月には62位まで上昇した。ベッカーはこの年に男子プロテニス協会の最優秀新人賞を受賞した。
2007年2月、ベッカーは男子テニス国別対抗戦デビスカップドイツ代表選手に初起用され、ワールドグループ1回戦でクロアチアと対戦したが、シングルス戦を2試合とも落とした。その後、ベッカーのデビスカップ出場はない。同年5月から、ベッカーは自分と同じイニシャルのボリス・ベッカーのウェアを真似るようになったという。9月のタイ・オープンで初のシングルス決勝戦に進み、ドミトリー・トゥルスノフに2-6, 1-6で敗れて準優勝になった。2008年ウィンブルドン選手権で、ベッカーは1回戦で第4シードのニコライ・ダビデンコをストレートで破った後、続く2回戦でアルノー・クレマンに敗れた。
ベッカーはそれからしばらく低迷に悩み、2008年全米オープンの予選1回戦敗退などで世界ランキングが大幅に下降した。2009年の前半、ベッカーは男子ツアー下部組織のチャレンジャー大会群でシングルス4勝を挙げる。6月のウィンブルドン前哨戦のオーディナ・オープンで、ベッカーは予選から決勝に勝ち進んだ。決勝戦では世界ランキング866位から勝ち進んだ地元オランダ人選手のレーモン・スロイターに7-5, 6-3で快勝し、ベッカーはこの地でツアー初優勝を決めた。
2014年のトップシェルフ・オープンでベッカーは5年ぶりの決勝進出を果たす。決勝ではロベルト・バウティスタ・アグートに6–2, 6–7(2), 4–6で敗れ準優勝。また同年の楽天ジャパン・オープンでは日本の伊藤竜馬を破るなど準決勝に進出し、錦織圭に6-4, 0-6, 6-7(2)で敗れた。10月27日に自己最高の35位となった。
ベッカーは2017年ウィンブルドン選手権の予選敗退を最後に36歳で現役を引退した。

## ATPツアー決勝進出結果

### シングルス: 3回 (1勝2敗)
| 大会グレード                            |
| グランドスラム (0-0)                    |
| ATPワールドツアー・ファイナル (0-0)     |
| ATPワールドツアー・マスターズ1000 (0-0) |
| ATPワールドツアー・500シリーズ (0-0)    |
| ATPワールドツアー・250シリーズ (1–2)    |

| サーフェス別タイトル |
| ハード (0–1)         |
| クレー (0-0)         |
| 芝 (1-1)             |
| カーペット (0-0)     |

| 結果   | No. | 決勝日        | 大会               | サーフェス    | 対戦相手                         | スコア           |
| ------ | --- | ------------- | ------------------ | ------------- | -------------------------------- | ---------------- |
| 準優勝 | 1.  | 2007年9月24日 | バンコク           | ハード (室内) | ドミトリー・トゥルスノフ         | 2–6, 1–6         |
| 優勝   | 1.  | 2009年6月14日 | スヘルトーヘンボス | 芝            | レーモン・スロイター             | 7–5, 6–3         |
| 準優勝 | 2.  | 2014年6月21日 | スヘルトーヘンボス | 芝            | ロベルト・バウティスタ・アグート | 6–2, 6–7(2), 4–6 |

### ダブルス: 2回 (0勝2敗)
| 結果   | No. | 決勝日        | 大会         | サーフェス    | パートナー           | 対戦相手                            | スコア      |
| ------ | --- | ------------- | ------------ | ------------- | -------------------- | ----------------------------------- | ----------- |
| 準優勝 | 1.  | 2009年8月2日  | ロサンゼルス | ハード        | フランク・モーザー   | ボブ・ブライアン マイク・ブライアン | 6–7(2), 4–6 |
| 準優勝 | 2.  | 2010年2月14日 | サンノゼ     | ハード (室内) | レオナルド・マイエル | マーディ・フィッシュ サム・クエリー | 6–7(3), 5–7 |

## 4大大会シングルス成績
略語の説明
| W | F | SF | QF | #R | RR | Q# | LQ | A | Z# | PO | G | S | B | NMS | P | NH |

W=優勝, F=準優勝, SF=ベスト4, QF=ベスト8, #R=#回戦敗退, RR=ラウンドロビン敗退, Q#=予選#回戦敗退, LQ=予選敗退, A=大会不参加, Z#=デビスカップ/BJKカップ地域ゾーン, PO=デビスカップ/BJKカッププレーオフ, G=オリンピック金メダル, S=オリンピック銀メダル, B=オリンピック銅メダル, NMS=マスターズシリーズから降格, P=開催延期, NH=開催なし.
| 大会           | 2006 | 2007 | 2008 | 2009 | 2010 | 2011 | 2012 | 2013 | 2014 | 2015 | 2016 | 2017 | 通算成績 |
| -------------- | ---- | ---- | ---- | ---- | ---- | ---- | ---- | ---- | ---- | ---- | ---- | ---- | -------- |
| 全豪オープン   | A    | 1R   | 1R   | A    | 2R   | 2R   | 1R   | 2R   | 1R   | 3R   | 1R   | LQ   | 5–9      |
| 全仏オープン   | LQ   | 1R   | 1R   | A    | 1R   | A    | 1R   | 1R   | 1R   | 3R   | 1R   | LQ   | 2–7      |
| ウィンブルドン | 2R   | 1R   | 2R   | 2R   | 2R   | A    | 2R   | 1R   | 2R   | 1R   | 2R   | LQ   | 7–10     |
| 全米オープン   | 4R   | 1R   | LQ   | 1R   | 2R   | A    | 1R   | 2R   | 1R   | 1R   | 1R   | A    | 5–9      |

※: 2015年全仏3回戦の不戦敗は通算成績に含まない